# Muhammed Gümüşkaya
Muhammed Gümüşkaya (* 1. Januar 2001 in Kağıthane in der Provinz Istanbul) ist ein türkischer Fußballspieler. Er steht seit August 2022 beim belgischen Fußballverein KVC Westerlo unter Vertrag und ist türkischer Nachwuchs-Nationalspieler.

## Karriere
Gümüşkaya ist ein linksfüßiger und 1,77 m großer Mittelfeldspieler und agiert primär als Achter.

### Verein
Gümüşkaya kam in der Ortschaft Kağıthane der marmarischen Großstadtkommune Istanbul zur Welt. In seiner Kindheit begann er 2012 in der Nachwuchsabteilung vom Fenerbahçe Istanbul mit dem Vereinsfußball. Davor besuchte er bereits die Fenerbahçe Spor Okulu (deutsch Fenerbahçe Sportschule). Später stieg er in die Juniorenmannschaften vom Fenerbahçe auf. Im Juli 2018 erhielt er mit 17 Jahren seinen ersten Profifußballvertrag. Nach seiner Profivertragsunterzeichnung spielte er zunächst für die Zweitmannschaft vom Fenerbahçe (Fenerbahçe U21) in der semiprofessionellen türkischen U21-Meisterschaft und für die U19-Junioren spielte er bis 2020 weiter. In der Saison 2019/20 kam er in Pflichtspielen zu sporadischen Einsätzen. Wo Gümüşkaya im Oktober 2019 in der vierten Hauptrunde des türkischen Pokalwettbewerbs sein Pflichtspieldebüt für die Erstmannschaft gab. Danach folgten weitere vereinzelte Einsätze und im Juli 2020 bestritt er am letzten Spieltag in der Süper Lig gegen Çaykur Rizespor sein Ligaprofidebüt für die erste Profimannschaft vom Fenerbahçe.
Zur Saison 2020/21 wurde Gümüşkaya an den türkischen Zweitligisten Boluspor verliehen, um dort Spielpraxis zu sammeln. Er kam zu 22 Einsätzen bestehend aus Liga- und Pokalspielen. Wo er mit seinen Torbeteiligungen zu vereinzeltem Gewinn von Ligapunkten beitrug. In der Saisonvorbereitung im Trainingslager in Düzce zur Saison 2021/22 wurde Gümüşkaya mit 20 Jahren unter dem neuen Cheftrainer Vítor Pereira der Fenerbahçe-Profimannschaft nicht aussortiert, sondern wurde in die Profikadersaisonplanung berücksichtigt. Im August 2021 feierte er seine internationale UEFA-Vereinswettbewerbspielpremiere in der Qualifikationsplayoffrunde zur UEFA Europa League. Wo er unter anderem als Joker den 1:0-Hinspielsieg erzielte und damit als Matchwinner auch seine Pflichtspieltorpremiere für die Fenerbahçe-Profimannschaft gab. Im nächsten Pflichtspiel kam er zu seinem Süper-Lig-Startelfdebüt, um die verletzten Spieler zu ersetzen bzw. die Stammspieler zu schonen für das darauffolgende Europapokal-Qualifikationsspiel.
Im Februar 2022 wurde Gümüşkaya für den Rest der Rückrunden-Saison 2021/22 an den türkischen Erstligisten und Abstiegsplatzierten Giresunspor verliehen, wo er später mit seinen Torbeteiligungen auch zum Ligaverbleib seiner Mannschaft beitrug. Zur Saison 2022/23 kehrte Gümüşkaya von seiner Leihe zurück. Unter dem neuen Fenerbahçe-Cheftrainer Jorge Jesus wurde eine fußballerische Kaderrevision durchgeführt und weitere Mittelfeldspieler verpflichtet. Darauf wechselte der 21 Jahre junge Gümüşkaya im August 2022 nach Ligasaisonstart zum belgischen Erstdivisionär KVC Westerlo, wobei sich Fenerbahçe eine primäre Rückkaufoption und weiterhin 40 % der Transferrechte an ihm sicherte. Gümüşkaya bestritt in seiner ersten Saison 15 von 35 möglichen Ligaspielen sowie zwei Pokalspiele, in denen er zwei Tore erzielte, für Westerlo.

### Nationalmannschaft
Gümüşkaya durchlief bisher die türkischen Nachwuchsnationalmannschaften der U15, U17 bis U19 und die U21. Im März 2017 begann er seine Nationalmannschaftskarriere mit einem Länderspieleinsatz bei den U15-Junioren. Danach folgten zwischen Dezember 2017 und Oktober 2020 insgesamt 17 weitere U-Länderspieleinsätze für die Juniorennationalmannschaften von der U17 bis U19. Seit September 2021 spielt er für die U21-Nationalmannschaft der Türkei.
Im August 2022 nahm Gümüşkaya mit der türkischen U23-Männerauswahl an den pandemiebedingten verspäteten bzw. fünften Islamic Solidarity Games der Ausgabe 2021 in Konya teil und gewann mit seiner Mannschaft das Fußballturnier der Spiele, indem er mit vier Einsätzen und zwei erzielten Toren maßgeblich mittrug. Mit seinen Toren sorgte er für einen 1:0-Spielsieg in der Gruppenphase und für einen 1:0-Halbfinalsieg, womit er seine Mannschaft ins Turnierfinale führte.

## Erfolge
- U23-Auswahl der Türkei
  - Islamic Solidarity Games
    - Goldmedaille: 5. Ausgabe (2022)[18]
    - Torschützenkönig: 5. Ausgabe (2022)[19]